# Refinanciación
Por refinanciación se puede hacer referencia al acto de reemplazar una obligación de deuda existente por otra obligación de deuda bajo diferentes términos. Los términos y condiciones de la refinanciación pueden variar ampliamente en función del país, provincia o estado, así como sobre la base de multitud de factores económicos como el riesgo inherente, el riesgo proyectado, la estabilidad política del país, la estabilidad de la divisa, la regulación bancaria, la capacidad de repago del prestatario y la calificación de crédito de un país.